# Wikifunctions
Wikifunctions é um catálogo editado colaborativamente de funções de computador que visa permitir a criação, modificação e reutilização de código-fonte. Está intimamente relacionado com Abstract Wikipedia, uma extensão do Wikidata que visa criar uma versão independente da linguagem da Wikipédia usando seus dados estruturados. Provisoriamente chamado Wikilambda, o nome definitivo de Wikifunctions foi anunciado em 22 de dezembro de 2020 após um concurso de nomes. O site Wikifunctions deverá ser lançado em 2022 e será o primeiro novo projeto da Wikimedia a ser lançado desde 2012.
Um sistema de demonstração pública foi criado em notwikilambda.toolforge.org e foi anunciado em outubro de 2020.
A beta do Wikifunctions foi anunciada em agosto de 2022 e está disponível em wikifunctions.beta.wmflabs.org.